# تا آخرش سمی بودیم
«تا آخرش سمی بودیم» (انگلیسی: Toxic Till the End) ترانه‌ای از خواننده نیوزیلندی و کره‌ای رزی است. این ترانه در ۶ دسامبر ۲۰۲۴ توسط بلک لیبل و آتلانتیک رکوردز به عنوان سومین تک‌آهنگ از نخستین آلبوم او به نام رزی (۲۰۲۴) منتشر شد. این ترانه توسط رزی، مایکل پولاک، امیلی وارن و ایوان بلیر نوشته شده است و تهیه‌کنندگی آن بر عهدهٔ ایوان بلیر بوده است. «تا آخرش سمی بودیم» یک تک‌آهنگ پاور پاپ با ترکیب گیتار و سینث‌سایزر به همراه متن ترانه احساسی توصیف شده است. این ترانه با الهام از رابطهٔ گذشتهٔ رزی، در ابتدا «The Ex» نامگذاری شد و سپس برای تأکید بر مضامین آن تغییر نام پیدا کرد. موزیک ویدئوی این ترانه به کارگردانی رامز سیلیان و با حضور رزی و بازیگر ایوان ماک است و یک داستان عاشقانه سمی که در نیویورک فیلمبرداری شده است را نمایش می‌دهد.

## جدول‌های موسیقی
| جدول (۲۰۲۴)                       | بالاترین جایگاه |
| --------------------------------- | --------------- |
| استرالیا (ای‌آرآی‌ای)               | ۳۱              |
| تک‌آهنگ‌های نیوزیلند (آرام‌ان‌زی)     | ۳               |
| تک‌آهنگ‌های داغ نیوزیلند (آرام‌ان‌زی) | ۱               |
| کره جنوبی (سرکل)                  | ۵۹              |

## تاریخچه انتشار
| منطقه | تاریخ         | فرمت                  | ناشر              | منابع |
| ----- | ------------- | --------------------- | ----------------- | ----- |
| مختلف | ۶ دسامبر ۲۰۲۴ | دانلود دیجیتال استریم | بلک لیبل آتلانتیک | [ ۵ ] |